# Matt Harman
Matthew Harman, mais conhecido como Matt Harman, é um engenheiro britânico de Fórmula 1 que atualmente ocupa o cargo de diretor de projeto da equipe Williams.

## Carreira
Matt começou sua carreira na engenharia começou na Ricardo, uma empresa automotiva especializada em vários setores do mercado. Em seguida, mudou-se para a Mercedes AMG High Performance Powertrains como líder da equipe de engenharia — permanecendo nessa posição por onze anos — antes de se tornar chefe de integração de unidade de potência e design de transmissão da equipe de Fórmula 1 da Mercedes entre 2011 e 2018.
Em setembro de 2018, Harman se juntou à equipe da Renault como vice-chefe de projeto. Em maio de 2019, ele se tornou diretor de engenharia da equipe francesa. Ele permaneceu com a equipe após a mesma ser transformada na Alpine. Após a saída do diretor executivo Marcin Budkowski, Harman foi promovido ao cargo de diretor técnico em fevereiro de 2022. Ele deixou a equipe em março de 2024.
Em 27 de junho de 2024, foi anunciado que Harman se juntaria à Williams Racing como seu diretor de projeto e, que ele iria começar a trabalhar para sua nova equipe após as férias de agosto da Fórmula 1.